# Seeschwalbenbach
Seeschwalbenbach är ett vattendrag i Antarktis. Det ligger i Sydshetlandsöarna. Argentina, Chile och Storbritannien gör anspråk på området. Seeschwalbenbach ligger vid sjön Kiteschbach.